# Petronas Twin Towers
Petronas Towers, také známé jako Petronas Twin Towers (malajsky: Menara Petronas či Menara Berkembar Petronas), je dvojice postmoderních mrakodrapů v Kuala Lumpuru, hlavním městě Malajsie. Jejich výška je 452 m (přesně 451,9 m). V letech 1996 až 2004 se jednalo o nejvyšší budovy na světě. V roce 2017 byly mezi nejvyššími mrakodrapy světa na 18. místě.
Budovy byly postaveny v letech 1992–1998, přičemž svého vrcholu dosáhly v roce 1996. Slavnostní otevření proběhlo 31. srpna 1999. Autorem návrhu je americký architekt argentinského původu César Antonio Pelli.
Jsou vzájemně propojené mostem mezi 41. a 42. poschodím. Most je ve výšce 170 metrů a je dlouhý 58 metrů. Na stejném poschodí je pódium, kde je nutné přestoupit do dalšího výtahu, aby bylo možné se dostat na ještě vyšší podlaží (až ve výšce 375m). Most je přístupný pro všechny návštěvníky, ale vstupenky na něj se musí rezervovat.
Konají se zde pravidelné exkurze po malých skupinkách. Konkrétně po lokalitách jako most či vrcholné podlaží.
Přízemí, přesněji řečeno podlaží ze vchodů z ulice, je velkým nákupním centrem. V budově se nachází také koncertní síň.

## Galerie

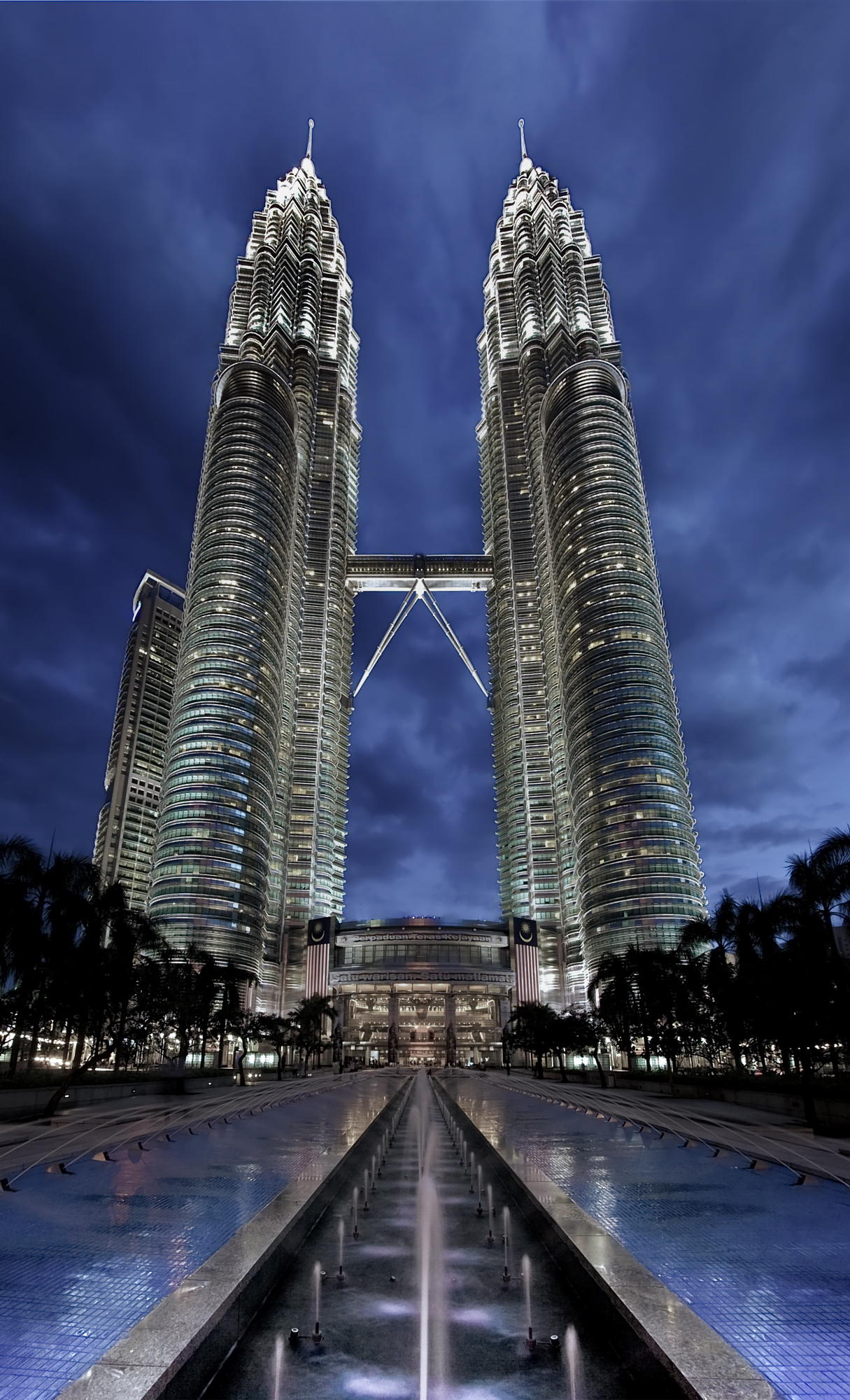
Mrakodrapy Petronas Towers v noci

- Mrakodrapy
Petronas Towers v noci